# دنیس دراگوش
دنیس دراگوش (انگلیسی: Denis Drăguș؛ زادهٔ ۶ ژوئیهٔ ۱۹۹۹) بازیکن فوتبال اهل رومانی است.
از باشگاه‌هایی که در آن بازی کرده‌است می‌توان به باشگاه فوتبال ویتورول کنستانتسا، باشگاه فوتبال استاندارد لیژ و باشگاه فوتبال کروتونه اشاره کرد.
وی همچنین در تیم‌های ملی فوتبال Romania national under-19 football team, Romania national under-19 football team، زیر ۲۱ سال رومانی، و رومانی بازی کرده‌است.